# Rinneite
La rinneite è un minerale.